# NRE
NRE (acrònim anglès de Non-recurring engineering, enginyeria no recurrent) es refereix als costos que només repercutexen un sol cop en l'àrea de recerca, desenvolupament, disseny i test d'un producte nou. En termes econòmics és un cost fix. En la fase de producció del producte el cost NRE no s'incrementa.
Tipus de cost NRE:
- Costos de maquinari: s'inclouen tots els útils físics per a poder desenvolupar el producte com per exemple matrius, inversió en maquinària de producció i test.
- Costos de programari: s'inclouen tots els programes necessaris, ja sigui microprogramari (firmware) o programari (software).
- Costos en salaris involucrats en el procés de disseny.